# Tony Carey
Anthony Lawrence Carey (né le 16 octobre 1953 à Watsonville, Californie) est un auteur-compositeur-interprète américain et producteur d'origine européenne. L'une de ses premières expériences musicales a lieu dans un groupe appelé Blessings, dans lequel il joue jusqu'en 1974 avant que Ritchie Blackmore ne l'embauche comme claviériste pour Rainbow . Il joue avec ce dernier sur un album studio et sur deux tournées mondiales, jusqu'en 1977. Après son départ de Rainbow, il commence une carrière solo, sortant des albums sous son propre nom, mais également sous le pseudonyme de Planet P Project, tout en produisant ou jouant avec d'autres artistes.

## Les débuts musicaux
Déjà tout jeune, Carey joue sur le piano de son église pendant son temps libre mais également sur l'orgue sur lequel il est autorisé à jouer. Il est fasciné par sa sonorité. Pour ses sept ans, sa famille lui achète un piano et Tony « vit à ce piano » jusqu'à ses onze ans, quand il obtient sa première guitare acoustique et forme son premier groupe qui reprend des titres des Mamas and Papas et d'autres artistes. Pour son 14e anniversaire, son père lui offre un orgue Lowrey. Il fonde alors un groupe de rock avec d'autres jeunes de son quartier, reprenant des chansons des Doors. Il joue également de la contrebasse dans l'orchestre de son école.
À 17 ans, Carey déménage à New Hampshire pour démarrer un nouveau groupe appelé Blessings avec un chanteur qu'il connait, et peu de temps après le groupe obtient un contrat d'enregistrement majeur avec ABC Dunhill. Après deux ans de travail sur le projet, le groupe ne peut achever son premier album. Dans une interview de 2013, Carey reconnait que sa propre implication avec les filles, la consommation de drogue du producteur et « trop de conneries » de Dunhill sont les raisons pour lesquelles l'album n'a jamais été terminé.

## Carrière

### 1976-1977 - Rainbow
Alors que Carey et son groupe Blessings sont aux StudiosSIR Rehearsal à Hollywood pour travailler sur le matériel de leur album inachevé, le guitariste Ritchie Blackmore de Deep Purple se trouve dans une autre pièce, avec le bassiste Jimmy Bain, auditionnant des musiciens pour son nouveau groupe Rainbow. Carey déclare que Blackmore "aimait ce qu'il entendait dans l'autre pièce et qu'il a demandé à Bain d'inviter Carey à auditionner". Par frustration face à l'incapacité de son propre groupe à terminer leur premier album, Carey accepte l'invitation, puis la proposition de Blackmore d'intégrer le groupe. Il enregistre un album studio avec Rainbow, le très acclamé Rising (1976, # 48 au Billboard 200 ). Le travail de Carey sur l'album comprend l'introduction au clavier du morceau d'ouverture Tarot Woman et un long solo de synthé sur A Light in the Black, le dernier morceau de l'album. Au cours des deux tournées mondiales de Carey avec Rainbow, du matériel live est enregistré et sort ensuite sous forme de deux doubles LP, On Stage (1977, # 65 au The Billboard 200) et Live in Germany (1990). En plus des deux doubles LP, un coffret de six CD contenant les prestations de la tournée européenne de 1976, Deutschland Tournee 1976, sort en 2006.

### 1977-1983 - Les premières années en solo
Carey quitte Rainbow en 1977 et déménage en Allemagne l'année suivante où il commence à travailler à sa carrière solo. C'est une période de sa vie où, selon Carey lui-même, il souffre de problèmes de santé dus à la consommation de drogue et passe souvent plus de 20 heures par jour dans un studio d'enregistrement (dont il est copropriétaire) avec son ami et ingénieur du son Nigel Jopson. L'autre copropriétaire, le producteur Peter Hauke, autorise Carey à utiliser gratuitement le studio toute la nuit pendant plusieurs années, ce qui lui donnera amplement de temps et d'opportunités : il y enregistrera de nombreuses musiques instrumentales dans différents styles, tout en apprenant à mixer et à jouer. Son premier album solo qui sort en 1982 sur le label indépendant X-Records se nomme In the Absence of the Cat,
Carey sort son deuxième album solo, I Won't Be Home Tonight, sur le label éphémère mais reconnu au niveau national Rocshire en 1982, avec le single (et le clip) West Coast Summer Nights. L'album culminera à la 167e place du Billboard 200 et le single à la 64e place du Billboard Hot 100. La chanson titre est également sortie en single, grimpant à la 79e place du Hot 100 et à la 8e place du palmarès Top Rock Tracks du Billboard. Rocshire connait des moments difficiles après la mort de son promoteur, Stacy Davis (qui apparait dans la vidéo de West Coast Summer Nights), et est fermé un an plus tard par des agents fédéraux, à la suite d'une enquête aboutissant à l'emprisonnement pour détournement de fonds du copropriétaires du label et à la saisie des actifs du label. Les droits de l'album et les masters de I Won't Be Home Tonight sont alors saisis par les autorités fédérales et restent la propriété de l'US Internal Revenue Service. Carey se retrouve alors sans maison de disque.

### 1983-198 - Projet Planet P, Geffen et MCA
Après la sortie de I Won't Be Home Tonight, Carey signe avec Geffen Records pour son troisième album solo (qui sortira plus tard sous le nom de Some Tough City ), mais avec en réserve de nombreuses compositions qui ne correspondent pas au style. de cet album. Il doit signer un deuxième contrat avec Geffen pour enregistrer et sortir ce matériel supplémentaire sous le pseudonyme de Planet P Project, qu'il utilisera tout au long de sa carrière pour sa musique plus progressive et expérimentale. Son premier album sous ce nom sort en 1983, appelé Planet P Project (initialement intitulé Planet P ), qui culminera à la 42e place du Billboard 200. À la fin de la semaine du 19 mars 1983, l'album de Planet P Project et l'album précédent de Carey Won't Be Home Tonight grimpent en même temps au Billboard dans la catégorie Albums Rock respectivement à la 30e et la 8e place (la semaine suivante, Planet P Project atteint la 15e place, bien que I Won't Be Home Tonight descende à la 10e). Planet P Project reçoit des critiques modestes,, bien qu'il soit répertorié pendant deux semaines par Billboard comme "Top Add". L'album, cependant, contient la chanson Why Me, qui sera publiée comme le premier single de Planet P Project, atteignant la 64e place du palmarès des singles Billboard Hot 100 et la quatrième place du palmarès Top Rock Tracks du magazine. Selon Carey, la vidéo de Why Me a un « léger impact sur les premiers clips de MTV ». Le single suivant de Planet P Project est Static qui atteint la 24e place des Top Rock Tracks de Billboard.
En 1983 et 1984, Carey enregistre son troisième album solo, Some Tough City, et son deuxième album avec Planet P Project, Pink World . Un différend avec le label survient quand le représentant de Geffen n'est pas satisfait des paroles de A Fine, Fine Day et The First Day of Summer. De plus, l'album Pink World n'est pas du tout bien accueilli par le label, et aucun des deux disques ne sera publié par Geffen. Carey déclarera alors : " Pour faire court, j'ai été vendu comme un joueur de baseball à MCA Records qui est allé de l'avant et a publié ces deux disques ." 
Au début de 1984, MCA sort Some Tough City, avec le single A Fine, Fine Day qui atteindra la 22e place du palmarès des singles Billboard Hot 100 et sera également no 1 au Top Rock Tracks. Le single suivant, The First Day of Summer, atteint la 33e place du Hot 100 en juillet 1984 et apparaît dans le film de 1985 Secret Admirer. L'album Some Tough City, atteint lui-même la 60e place au Billboard 200. Carey fait la promotion de cet album en jouant en première partie de Night Ranger à de nombreuses dates de leur tournée de 1984.
À la suite de cette sortie, à la fin de 1984, MCA sort Pink World de Planet P Project, opéra rock en double LP (no 121 au Billboard 200), pour lequel Carey a écrit les paroles et composé la musique, chante toutes les voix et joue de la plupart des instruments. Des musiciens de session à la guitare solo, au saxophone, au synthétiseur (et à la programmation de synthétiseur) et à la batterie sur certaines pistes constituent le reste du projet. Le single What I See atteint la 25e place au Top Rock Tracks Billboard. Le double LP et le single sortent sur vinyle rose,. Un seul clip avec les deux chansons de Pink World, What I See et Behind the Barrier, passera en boucle pendant dix semaines sur le réseau MTV.
L'album solo de 1985 de Carey, Blue Highway, n'obtient pas de succès à la radio. Carey déclarera que l'album avait souffert de problèmes sans rapport avec lui mais " TRÈS liés au "producteur ". " (Emphase et guillemets dans l'original.) 

### 1985-1989 - Producteur de musique, compositeur, bandes sonores de films
Carey commence à produire et à être invité sur des albums de grands groupes américains et européens au milieu des années 1980, dont Jennifer Rush en 1985 et assurant les claviers et la production de l'album Chicago Line de John Mayall & the Bluesbreakers en 1988.
En 1992, Carey participe aux albums Now That You're Gone de Joe Cocker, Color Blind de Chris Norman, ainsi qu'avec Peter Maffay, Milva, et en 2006, à Songs For The Siren de David Knopfler de Dire Straits . Dans une interview du 12 novembre 2011 sur la radio Internet LKCB 128.4Carey déclarera : " J'ai écrit plus de mille chansons, pour moi-même et d'autres artistes, ainsi que pour des productions cinématographiques et télévisuelles. "
Après sa sortie en 1987, Bedtime Story (bande originale du film allemand The Joker avec Peter Maffay ), il enregistre un deuxième album de bande originale, Wilder Western Inclusive, qui inclut le single à succès Room With A View (# 3 dans les charts allemands en 1989 ), qui restera 18 semaines dans les charts et recevra un "Gold record". Une troisième bande originale suit en 1999, Gefangen in Jemen, accompagnant le deuxième film de Maffay.

### 1989–2009 - Versions ultérieures et retour du projet Planet P
Carey continue à enregistrer et à sortir de nombreux albums solo pendant cette période mais aussi à produire de la musique pour d'autres artistes.
En 1989, Carey sort son album For You, qui contient les singles I Feel Good (# 35 dans les charts allemands) et No Man's Land (avec Eric Burdon et Anne Haigis ). Puis il sort ses albums Storyville (1990), The Long Road (1992) et Cold War Kids (1994). D'autres sorties au début des années 2000 comprennent Island and Deserts et plusieurs enregistrements en concert Planet P Project revient en 2003 avec une trilogie d'albums appelés collectivement Go Out Dancing (GOD). Les albums sont : 1931 (2003), Levittown (2008) et Out In The Rain (2009). Christmas Hymns et deux CD de reprises, Stanislaus County Kid I & II suivent en 2009 et 2010.
En 2014, un coffret contenant les trois CD Go Out Dancing du Planet P Project est publié, The GODBOX, qui comprend un ancien bootleg d'enregistrements promotionnels pour le projet.

### 2009-2010 - Over the Rainbow et cancer
En 2009, Tony Carey et trois autres ex-membres de Rainbow, Joe Lynn Turner, Bobby Rondinelli et Greg Smith, forment avec Jürgen Blackmore, le fils de Ritchie Blackmore, le groupe Over the Rainbow qui jouera des titres de Rainbow lors de concerts en Russie et L'Europe de l'Est. Cependant, en raison de maladie, Tony Carey quitte Over the Rainbow au printemps 2009, juste avant le concert du groupe au Sweden Rock Festival où il est remplacé par Paul Morris.
En mars 2009, Carey est diagnostiqué avec une forme virulente de cancer de la vessie. On lui dit alors que ses chances de survie sont de dix pour cent. Après douze semaines à l'hôpital et cinq chirurgies, il se rétablit complètement. " J'ai essayé de terminer ma 'liste de seaux' aussi rapidement que possible ; ce n'était pas une certitude que je serais là encore longtemps ", note Carey. " Il me manque certains de mes organes ; vous serez soulagé d'apprendre que l'orgue Hammond n'en fait pas partie."  L'ancien membre du groupe Rainbow de Carey, Ronnie James Dio, meurt d'un cancer de l'estomac peu de temps après le rétablissement de Carey. Ce dernier déclare alors dans une interview donnée à Jason Saulnier le 28 mai 2010 : " Je suis très triste de son décès, surtout parce que nous avons eu essentiellement la même maladie, et je l'ai vaincue, et il lui non." 

### 2010 - EBC ROXX
En 2010, on annonce que Tony Carey a formé un nouveau projet de courses musicales appelé EBC ROXX avec (JR) Jürgen Blackmore & Ela. Leur premier single Silver Arrows sort en mars 2010 et a été écrit en tant qu' hymne pour accompagner la première course des pilotes de Formule 1 de Mercedes Michael Schumacher et Nico Rosberg cette saison. Plus tard dans la même année, le projet sort en un CD complet intitulé Winners .

### 2013 - Deuxième retour du projet Planet P
Après avoir officiellement démantelé Planet P Project en 2009 avec la troisième et dernière partie de la trilogie GOD Out In The Rain , Carey relance a nouveau le projet avec la sortie de Steeltown en 2013, fusionnant cette fois son nom de carrière solo avec le nom du projet (Tony Carey's Planet P Project). Les contributeurs sur ce disque incluent le guitariste Ronnie Le Tekro (TNT), Jimmy Durand aux guitares et à la batterie, Jostein 'sarge' Svarstad aux guitares. Le guitariste russe Valery Lunichkin interprète le solo de On The Side Of The Angels et Karsten Kreppert tient la batterie sur The Lady Fair. Steeltown est basé sur la Norvège et son histoire, après que Carey y ait joué et beaucoup voyagé, à la fois en tant qu'artiste solo et avec un groupe composé principalement de musiciens norvégiens. Influencé par les années d'occupation de la Seconde Guerre mondiale et la réaction de la Norvège en tant que nation combattante, le projet parle aussi des conflits religieux dans le monde.
Carey vit et travaille à Mayence, en Allemagne. Le 11 août 2013 marqué son 35e anniversaire en tant que résident européen.

### 2016 - Projet Rainbow: les années Dio
En 2016, il réalise son rêve de longue date du TONY CAREY'S RAINBOW PROJECT : Les années Dio avec Don Airey et le Norvégien Åge Sten Nilsen.

### 2019 - Lucky Us
En 2019, Carey publié Lucky Us, un retour à des thèmes plus simples basés sur les individus. " J'ai écrit six leçons d'histoire politique; je pense avoir dit tout ce que j'avais à dire à ce sujet pendant un certain temps. . . Lucky Us, c'est aussi gagner à la loterie de la vie. " 

## Discographie

### Rainbow
En tant que claviériste

#### Album studio
- 1976 Rising

#### Albums live
- 1976 On stage
- 1990 Live in Germany, 76 '
- 2006 Deutschland Tournee, 1976 (30th Anniversary Ed. Box set)

### Solo

#### Albums
- 1982 In the Absence of the Cat (vinyle uniquement) (Réédition sur CD [200 exemplaires uniquement] et téléchargement mp3 2011)
- 1982 I Won't Be Home Tonight (rééditions en 1987 et 2003)
- 1984 Some Tough City (rééditions en 1992 et 2008)
- 1985 Blue Highway (réédition en 1992 et 2008)
- 1987 Bedtime Story (Bande originale, rééditée en 1996)
- 1988 Wilder Westen Inclusive (bande originale)
- 1989 For You (avec un single avec Anne Haigis et Eric Burdon )
- 1990 Storyville
- 1992 The Long Road
- 1994 Cold War Kids
- 1999 The Boystown Tapes (réédité en 2007)
- 2004 Islands and Deserts
- 2006 Live in Sweden 2006 - Volume # 1
- 2009 Live In Sweden 2006 - Volume # 2
- 2009 Christmas Hymns (auto-publié)
- 2010 Stanislaus County Kid (auto-publié)
- 2011 Stanislaus County Kid, Volume II - Crossing the tracks (auto-publié)
- 2011 Live in Europe (auto-publié)
- 2019 Lucky Us

#### Singles
- 1981 Jamie (Maxi single)
- 1988 Midnight wind (piste B pour Whitney Houston - single One moment in time, extrait de l'album des Jeux Olympiques d'été de 1988)
- 1991 Wenn die Liebe geht – That's not love to me (avec Ina Morgan)
- 1994 Route 66 (Rose TC )
- 1995 Birds in cages
- 2004 Überall du (version allemande de Room with a view avec Mo Casal)

#### Instrumental
- 1982 Yellow Power (vinyle uniquement) (réédition limitée sur CD, 2011)
- 1982 Explorer (vinyle uniquement) (réédition limitée sur CD, 2011)
- 1982 Heaven (vinyle uniquement) (réédition limitée sur CD, 2011)
- 1982 No Human (vinyle uniquement)
- 1984 TCP (vinyle uniquement) (réédition limitée sur CD, 2011)
- 1999 Gefangen im Jemen (musique de film) (4 pistes vocales, principalement instrumentales)
- 2000 Killing me softly / Anna (sortie CD / R non autorisée)
- 2006 The Voyager Files

#### Compilations
- 1989 The Story So Far
- 1993 For You
- 1993 Rare Tracks
- 1997 A Fine, Fine Day
- 1997 Storyville
- 2000 Retrospective 1982–1999
- 2006 The chillout tapes (avec DJ. Shah (en)) (édition limitée)
- 2006 Just Ballads
- 2008 Roundup – The Ones That Got Away (auto-publié)
- 2008 A Lonely Life – The Anthology
- 2008 Only The Young Die Good
- 2009 The New Machine (auto-publié)
- 2010 Rewind (édition limitée en téléchargement Différentes versions de chansons tirées de Planet P Project – G.O.D. II & III and Stanislaus County Kid)
- 2011 Just Ballads, Volume II (auto-publié)
- 2012 Just Rock (auto-publié)
- 2014 Songs about people (auto-publié)
- 2020 I Won't Be Home Tonight (vinyle en édition limitée)

### Planet P Project
- 1983 Planet P Project (réédité en 2009)
- 1984 Pink World (réédité en 2008)
- 2001 Go Out Dancing (sortie promotionnelle CD / R non autorisée)
- 2005 Go Out Dancing Partie 1 1931
- 2008 Go Out Dancing Partie 2 Levittown
- 2009 Go Out Dancing Partie 3 Out in The Rain
- 2013 Steeltown
- 2014 The GODBOX (ensemble de 4 disques de GOD part # 1, 2 & 3 avec le bootleg original remasterisé de Go Out Dancing)
- 2020 Planet P (vinyle en édition limitée)
- 2020 Pink Planet (vinyle en édition limitée)

## DVD
- 2008 A candlelight evening – Live in Sweden, 2006 (auto édité)
- 2016 Showtime 2 DVD set en concert au Sweden rock 2015, prestations en sol puis avec Zöller network (auto édité)

## Participations
Sélection d'autres enregistrements
- 1977 Putting it straight - Enregistrement en studio avec Pat Travers (claviers)
- 1978 Live at the Hollywood Palladium - Enregistrement live avec The Force (Claviers et voix)
- 1981 Working - Enregistrement en studio avec Omega (guitare, paroles)
- 1982 Wynn over America - Enregistrement en studio avec Michael Wynn (basse, guitare, claviers, producteur)
- 1985 Sonne in der Nacht - Enregistrement en studio avec Peter Maffay (guitare, claviers, producteur, auteur-compositeur, chœurs)
- 1985 Movin - Enregistrement en studio Jennifer Rush (Productrice)
- 1985 The circle - Enregistrement en studio avec Max Carl (chœurs)
- 1986 Tabaluga und das leuchtende Schweigen - Enregistrement en studio avec Peter Maffay (guitare, claviers, producteur, auteur-compositeur, chœurs)
- 1988 Lange Schatten - Enregistrement en studio avec Peter Maffay (guitare, claviers, producteur, auteur-compositeur, chœurs)
- 1988 Chicago line - Enregistrement en studio avec Johnny Mayall's Blues Breakers (Clavier, Piano, Producteur)
- 1989 The Interchange - Enregistrement en studio avec Chris Norman, auteur, producteur, basse, guitare, claviers et chœurs
- 1991 Alles easy - Enregistrement Studio avec Ina Morgan (Productrice ; Voix, Tous les instruments)
- 1992 Now that you're gone- Enregistrement en studio de Joe Cocker (producteur)
- 1992 No more alibis - Enregistrement studio du groupe Sinner (Producteur)
- 1993 Respect - Enregistrement studio du groupe Sinner (Producteur)
- 2003 Second Step - Summer tour Live 2003 - Enregistrement live avec Melvin Taylor & The Slack Band (Hammond, claviers, chant)
- 2006 Songs for the Siren - Enregistrement en studio avec David Knopfler (Hammond, Piano, Producteur)
- 2009 Fade to black - Enregistrement studio avec le groupe Evil Masquerade (Claviers)
- 2010 The pirates from hell - Enregistrement studio avec le groupe Zed Yago (Claviers)
- 2010 The winners - Projet d'enregistrement en studio appelé EBC Roxx (avec (JR) Jürgen Blackmore & Ela)
- 2013 The Jan Holberg Project : À votre service - (Lead Vocals sur les morceaux Outta My Face et 21 Red)
- 2017 The Well - Enregistrement en studio avec Trine Rein (chant, instruments et production)